# День Австралии
Де́нь Австра́лии (ранее известный как День Годовщины, День Основания и День ANA) — официальный национальный праздник Австралии. Отмечается ежегодно 26 января, дата относится ко дню прибытия Первого флота в Сидней-Коув (Новый Южный Уэльс) в 1788 году и провозглашения британского суверенитета над восточным побережьем Австралии, в то время известным как Новая Голландия.
Хотя праздник не был известен как день Австралии до более чем века назад, сведения о празднованиях 26 января относятся к 1808 году; первое официальное празднование основания Нового Южного Уэльса произошло в 1818 году. Праздник отмечается награждением Австралийцев года в канун дня Австралии, объявлением списка почётных австралийцев и выступлением генерал-губернатора и премьер-министра. Он является официальным государственным праздником в каждом субъекте Австралии; если он выпадает на выходные, следующий понедельник становится выходным. День Австралии отмечается фестивалями, концертами и гражданскими церемониями, в крупных и небольших общинах и городах по всей стране. День Австралии стал крупнейшим ежегодным общественным событием в Австралии.

## История

### Прибытие Первого флота
13 мая 1787 года флот из 11 кораблей, ставший известным как Первый флот, был послан Британским Адмиралтейством из Англии в Австралию. Под командованием капитана Артура Филлипа флот пытался создать каторжное поселение в бухте Ботани, на побережье Нового Южного Уэльса, который был изучен лейтенантом Джеймсом Куком в 1770 году, который заявил права Великобритании на эти земли. Поселение было сочтено необходимым в связи с потерей тринадцати колоний в Северной Америке. Флот прибыл между 18 и 20 января 1788 года, но сразу же была обнаружена непригодность данной гавани.
21 января Филлип и несколько офицеров отправились в Порт-Джексон, находившийся в 12 км к северу, в целях разведки более удачного места для поселения. Они оставались там до 23 января; Филлип назвал место, в котором они высадились, Сидней-Коув по имени министра внутренних дел Томаса Таунсенда, 1-го виконта Сидней. У них также были некоторые контакты с аборигенами.